# Этта Джеймс
Этта Джеймс (англ. Etta James, урождённая Джемисетта Хокинс (англ. Jamesetta Hawkins); 25 января 1938 — 20 января 2012) — американская блюзовая и R&B певица.

## Биография
Джемисетта Хокинс родилась 25 января 1938 года в Лос-Анджелесе. Её матери, афроамериканке Дороти Хоукинс, на тот момент было всего 14 лет. Отец остался неизвестен, хотя сама Дороти утверждала, что им был знаменитый бильярдист Рудольф Вандерон.
Уже в пять лет Хокинс начала петь в церковном хоре Лос-Анджелесской баптистской церкви. Там же её обучением пению занялся директор церковного хора Джеймс Эрл Хайнс.
В 1950 году она с матерью переехала в Сан-Франциско, где вскоре вместе с двумя девочками из школы создала музыкальное трио. Их выступления не остались незамеченными, и в 1952 году они попали на прослушивание к руководителю джаз-оркестра Джонни Отису. Отису понравилось их пение, и Этта Джеймс против желания своей матери вместе со своей группой уехала в Лос-Анджелес для записи их песен. Отис также придумал название для их группы — The Peaches («Персики»). В 1955 году трио исполнило песню «The Wallflower», которая стала хитом № 1 на чартах R&B. Вскоре после этого успеха Этта Джеймс ушла из трио и занялась сольной карьерой. К концу 1950-х она выпустила ряд синглов, благодаря которым привлекла к себе внимание музыкальных продюсеров.
В 1960 году Этта Джеймс подписала контракт с компанией Chess Records, и спустя год выпустила свой дебютный альбом At Last!, три сингла из которого «At Last», «Don’t Cry, Baby» и «Trust in Me» сразу же попали в Тор 10 соул-чарта.
Её альбом 1963 года Etta James Rock’s the House также во многом помог развитию её карьеры, достигнув высот в американским билборде. К середине десятилетия Этта Джеймс стала одной из самых успешных исполнительниц R&B. В 1967 году она выпустила альбом Tell Mama, который занял высокие позиции в чартах R&B, а спустя время был признан классикой жанра. Всё это время певица продолжала работать с Chess Records, записывая новые альбомы. Постепенно в её репертуаре, помимо привычных R&B и блюза, стали появляться рок-композиции.

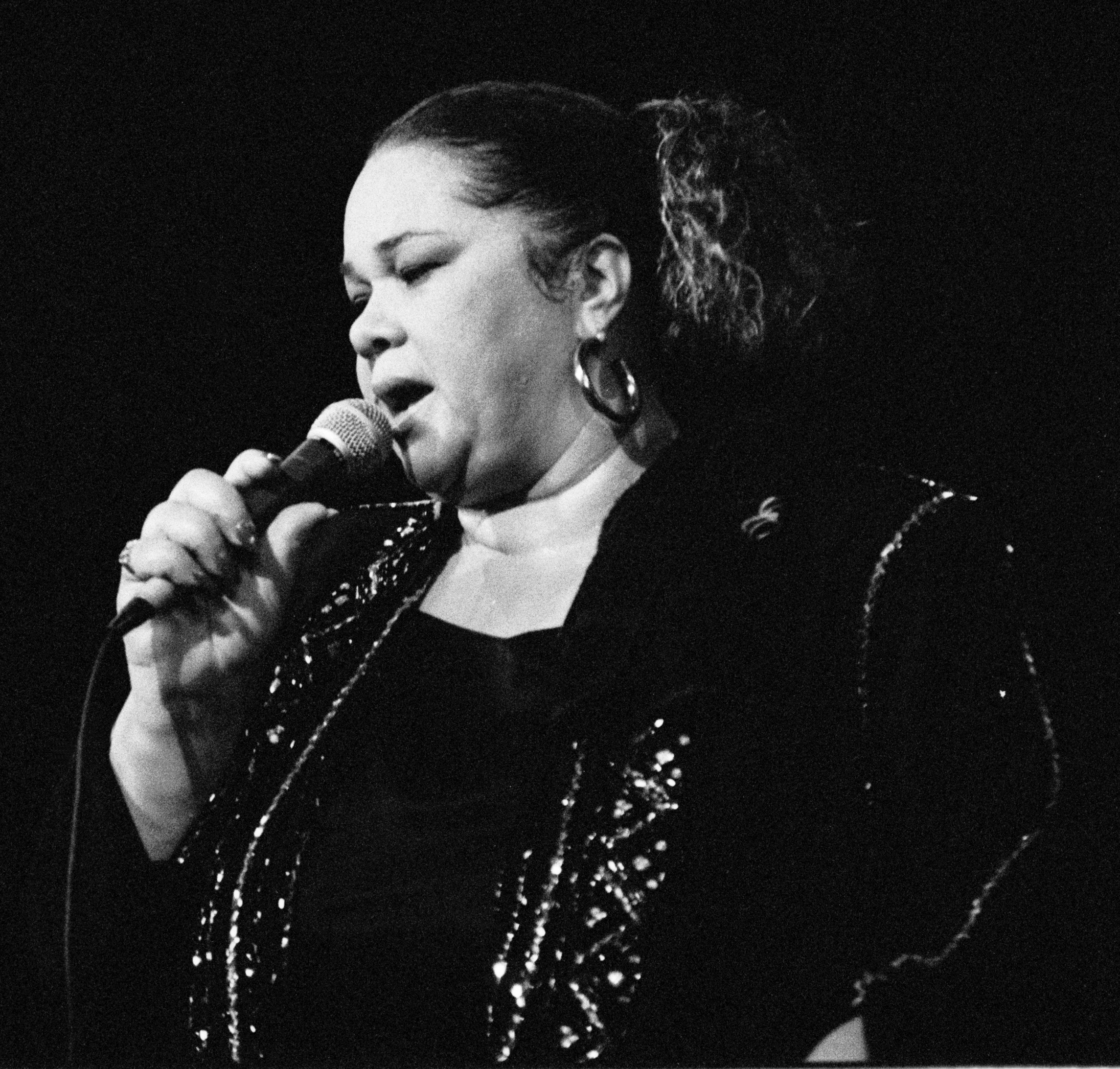
Этта Джеймс в 1990 году

С конца 1970-х и до середины 1980-х в карьере Этты Джеймс наблюдается небольшой застой. Певица стала употреблять наркотики, несколько раз бросала это дело, а потом всё начиналось заново. Хотя она по-прежнему выпускала альбомы, они скорее всего являлись жалкой пародией на её успешное творчество в 1960-е.
С середины 1980-х Этта Джеймс начала возвращаться в мир музыки. Ярким примером того явился её альбом 1988 года Seven Year Itch. В 1990-е она продолжала выпускать новые альбомы, которые сильно изменились по стилям и жанрам. У неё появляется много джазовых и соул композиций.
К концу 1990-х у Этты Джеймс возникли проблемы со здоровьем. Она сильно располнела, появились проблемы с коленом, певица стала менее подвижна и часто пользовалась инвалидным креслом. В 2003 году ей была сделана операция с целью снижения веса (желудочное шунтирование), в результате которой она похудела со 180 до 75 кг и вновь смогла выступать.
В 2003 году у неё появилась звезда на Голливудской аллее славы. В 2004 году, согласно журналу Rolling Stone, она заняла 62 место в списке 100 великих артистов всех времён. За годы своей музыкальной карьеры певица трижды становилась обладательницей премии «Грэмми», а в 2003 году ей была вручена специальная премия Американской академии звукозаписи за достижения всей жизни.
В 2008 году Бейонсе Ноулз исполнила роль Этты Джеймс в фильме «Кадиллак Рекордс».
В январе 2010 года Этта Джеймс была госпитализирована с инфекционным заболеванием, вызванным метициллинрезистентным стафилококком. Тогда же её сын Донто Джеймс сообщил, что в 2009 году у матери была диагностирована болезнь Альцгеймера, а также связал критические высказывания матери в адрес Бейонсе Ноулз со «слабоумием, вызванным приёмом лекарств».
Этта Джеймс не появлялась на публике с января 2010 года, а 14 января 2011 года певице был поставлен диагноз — лейкемия. Её муж Артис Миллс, проживший с ней более 40 лет, пытается отсудить право на распоряжение имуществом (более 1 млн долл.), которое Этта Джеймс в феврале 2008 года доверила своим сыновьям Донто и Саметто, а также Кристи, жене Донто Джеймса. В ноябре 2011 года в свет вышел последний альбом певицы The Dreamer. Певица скончалась от лейкемии 20 января 2012 года в калифорнийском городе Риверсайд не дожив 5 дней до своего 74 летия..

## Дискография
| Год  | Альбом                                       | R&B альбомы в США | Поп-альбомы в США | Топ-блюз альбомы |
| 1961 | At Last!                                     | -                 | #68               | -                |
| 1962 | Second time around                           | -                 | -                 | -                |
| 1963 | Etta James Top Ten                           | -                 | #117              | -                |
| 1964 | Etta James Rock’s the House                  | -                 | #96               | -                |
| 1968 | Tell Mama                                    | #21               | #82               | -                |
| 1973 | Etta James                                   | #41               | #154              | -                |
| 1974 | Come a Little Closer                         | #47               | -                 | -                |
| 1997 | Her Best                                     | -                 | -                 | #13              |
| 1997 | Love’s Been Rough on Me                      | -                 | -                 | #6               |
| 1998 | 12 Songs of Christmas                        | -                 | -                 | #5               |
| 1998 | Life, Love and the Blues                     | -                 | -                 | #3               |
| 1999 | The Best of Etta James: 20th Century Masters | -                 | -                 | #3               |
| 1999 | The Heart of a Woman                         | -                 | -                 | #4               |
| 2006 | The Definitive Collection                    | -                 | -                 | #1               |
| 2006 | All the Way                                  | -                 | -                 | -                |
| 2011 | The Dreamer                                  | -                 | -                 | -                |